# 白背兔儿风
白背兔儿风（学名：Ainsliaea pertyoides var. albotomentosa）为菊科兔儿风属下的一个变种。